# 16 Dnowsko-Łużycka Brygada Pancerna
16 Dnowsko-Łużycka Brygada Pancerna (ros. 16-я танковая Дновско-Лужицкая Краснознамённая ордена Виртути Милитари 5 класса бригада, 16 Dnowsko-Łużycka Brygada Pancerna odznaczona Orderem Czerwonego Sztandaru i Orderem Virtuti Militari 5 klasy) – związek taktyczny Armii Czerwonej w dniu 5 lutego 1945 r. włączona w skład Wojska Polskiego.
Walczyła w operacji łużyckiej w składzie 2 Armii Wojska Polskiego. Za udział w wojnie odznaczona srebrnym krzyżem orderu Virtuti Militari i Orderem Czerwonego Sztandaru.
Na podstawie rozkazu organizacyjnego nr 033/Org. ND WP z dnia 6 lutego 1946 roku 16 Brygada Pancerna została przeformowana w 9 pułk czołgów średnich.

## 16 BPanc w Armii Czerwonej, w latach 1941–1945
16 Brygada Pancerna została sformowana z dniem 15 sierpnia 1941 r. we Włodzimierzu na bazie 34 Dywizji Pancernej 8 Korpusu Zmechanizowanego RKKA. Brygadzie nadano numer poczty polowej (Войсковая часть полевая почта №) „57908”.
W latach 1941–1945 brygada była podporządkowana następującym armiom i frontom radzieckim:
- 1 października 1941 r. w składzie 54 Armii Frontu Wołchowskiego,
- 1 stycznia 1942 r. w składzie 54 Armii Frontu Wołchowskiego,
- 1 kwietnia 1942 r. w składzie 54 Armii Frontu Wołchowskiego,
- 1 lipca 1942 r. w składzie 54 Armii Frontu Wołchowskiego,
- 1 października 1942 r. w składzie 8 Armii Frontu Wołchowskiego,
- 1 stycznia 1943 r. w składzie 2 Armii Uderzeniowej Frontu Wołchowskiego,
- 1 kwietnia 1943 r. w bezpośrednim podporządkowaniu dowódcy Frontu Wołchowskiego,
- 1 lipca 1943 r. w bezpośrednim podporządkowaniu dowódcy Frontu Wołchowskiego,
- 1 października 1943 r. w składzie 59 Armii Frontu Wołchowskiego,
- 1 stycznia 1944 r. w składzie 59 Armii Frontu Wołchowskiego,
- 1 kwietnia 1944 r. w bezpośrednim podporządkowaniu dowódcy Frontu Leningradzkiego,
- 1 lipca 1944 r. w bezpośrednim podporządkowaniu dowódcy Frontu Nadbałtyckiego,
- 1 października 1944 r. w składzie 67 Armii 3 Frontu Nadbałtyckiego,
- 1 stycznia 1945 r. w składzie Białorusko-Litewskiego Okręgu Wojskowego,
- 1 kwietnia 1945 r. w bezpośrednim podporządkowaniu dowódcy 1 Frontu Ukraińskiego.

W dniu 24 lutego 1944 r. brygada, w ramach operacji leningradzko-nowogródzkiej uczestniczyła w walkach o wyzwolenie miasta Dno, w obwodzie pskowskim. Na podstawie rozkazu ND RKKA brygada od dnia 24 lutego 1944 r. nosiła nazwę wyróżniającą „Dnowska”.
W dniu 1 lutego 1945 r. do Rembertowa z Białoruskiego Obozu Czołgowego w Bobrujsku (obwód mohylewski), transportem kolejowym nr 10001, przybyło dowództwo 16 BPanc. z kadrą podległych pododdziałów i trzema samochodami pancernymi BA-64, lecz bez batalionu piechoty zmotoryzowanej i czołgów. W dniu 2 lutego 1945 r. na stację kolejową Rembertów przybyły transporty nr 10477 i 10482 z 45 czołgami T-34-85 z Fabryki Nr 183 w Niżnym Tagilu i Fabryki Nr 112 w Gorki. Następnego dnia, na stację kolejową Rembertów dotarł transport nr 19474 z 20 czołgami T-34-85 z Fabryki Nr 183 w Niżnym Tagilu. Brygada zgrupowała się w rejonie Anina, gdzie przystąpiła do intensywnego szkolenia. Stany osobowe (część załóg i batalion piechoty) uzupełniono żołnierzami polskimi.

## 16 BPanc w Wojsku Polskim, w latach 1945–1946

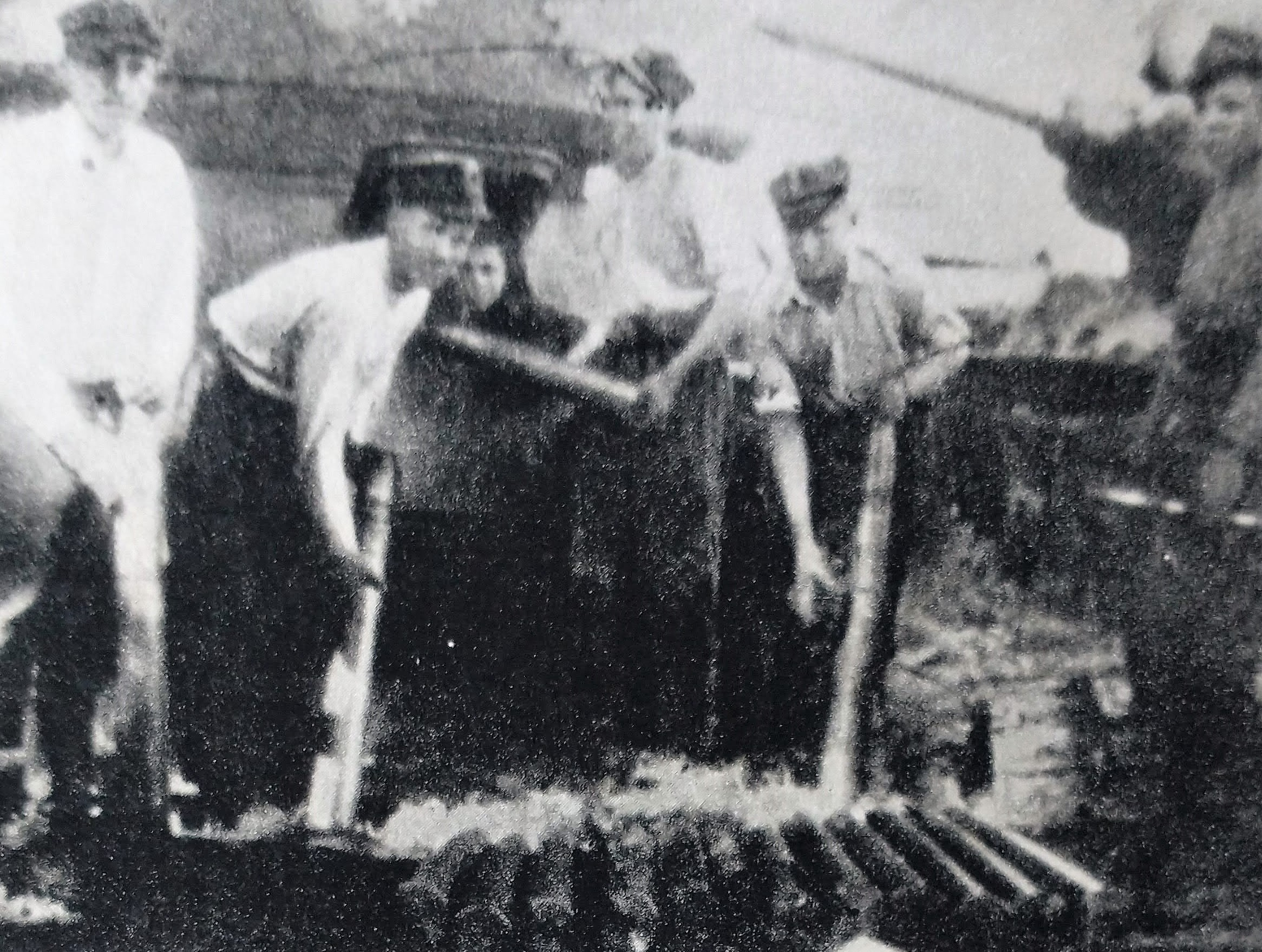
Żołnierze 16 Brygady Pancernej przed natarciem przygotowują amunicje, walki nad Nysą Łużycka wiosną 1945 r.

5 lutego 1945 r. Naczelny Dowódca Wojska Polskiego, gen. broni Michał Rola-Żymierski wydał rozkaz nr 26/Org. o włączeniu w skład Wojska Polskiego radzieckiej 16 Brygady Pancernej, przydzieleniu jej na zaopatrzenie oraz podporządkowaniu dowódcy 2 Armii WP. Podstawą wydania rozkazu było zarządzenie Nr 302010 dowództwa Armii Czerwonej (tzw. Stawki) z 3 października 1944 r.
16 BPanc zorganizowana została na podstawie radzieckiego etatu wojennego brygady pancernej nr 010/500 – 010/506 o ogólnym stanie 1354 żołnierzy. Zgodnie z etatem w skład brygady wchodziły następujące pododdziały:
- dowództwo brygady według etatu nr 010/500 o stanie 54 żołnierzy,
- 1 batalion czołgów według etatu nr 010/501 o stanie 148 żołnierzy,
- 2 batalion czołgów według etatu nr 010/501 o stanie 148 żołnierzy,
- 3 batalion czołgów według etatu nr 010/501 o stanie 148 żołnierzy,
- zmotoryzowany batalion strzelców według etatu nr 010/502 o stanie 507 żołnierzy,
- kompania przeciwlotniczych karabinów maszynowych według etatu nr 010/503 o stanie 48 żołnierzy,
- kompania dowodzenia według etatu nr 010/504 o stanie 164 żołnierzy,
- kompania technicznego zaopatrzenia według etatu nr 010/505 o stanie 123 żołnierzy,
- pluton medyczno – sanitarny według etatu nr 010/506 o stanie 14 żołnierzy,

W skład każdego batalionu czołgów wchodziły:
- dowództwo + załoga czołgu dowódcy batalionu,
- 1 kompania czołgów a. 3 plutony czołgów a. 3 załogi czołgów + załoga czołgu dowódcy kompanii,
- 2 kompania czołgów a. 3 plutony czołgów a. 3 załogi czołgów + załoga czołgu dowódcy kompanii,
- pluton technicznego zaopatrzenia o stanie 27 żołnierzy,
- drużyna gospodarcza o stanie 5 żołnierzy,
- batalionowy punkt medyczny o stanie 4 żołnierzy.

Struktura organizacyjna zmotoryzowanego batalionu strzelców (w lWP nazywany batalionem fizylierów) przedstawiała się następująco:
- dowództwo,
- 1 kompania desantu czołgowego o stanie 95 żołnierzy,
- 2 kompania automatczyków o stanie 101 żołnierzy,
- 3 kompania automatczyków o stanie 101 żołnierzy,
- kompania rusznic przeciwpancernych o stanie 52 żołnierzy,
- kompania moździerzy o stanie 42 żołnierzy,
- bateria armat przeciwpancernych o stanie 44 żołnierzy,
- pluton zaopatrzenia o stanie 44 żołnierzy,
- batalionowy punkt medyczny o stanie 6 żołnierzy.

Kompania dowodzenia liczyła pięć plutonów: łączności z 2 czołgami T-34/85, rozpoznawczy z 3 samochodami pancernymi BA-64, saperów, ochrony sztabu i gospodarczy.
Kompania technicznego zaopatrzenia liczyła cztery plutony: remontu maszyn bojowych i samochodów, pluton dowozu materiałów pędnych, pluton dowozu amunicji i robót specjalnych.
W dniu 23 lutego 1945 r. żołnierze złożyli przysięgę.
26 lutego, w ramach przegrupowania 2 Armii WP, brygada otrzymała rozkaz przemieszczenia się w rejon Krzyża na Pomorzu Zachodnim. Przewieziono ją koleją, rozładowano na stacji Paczkowo i rozlokowano w rejonie Siedlisk. Stąd marszem przegrupowała się do Strzelec Krajeńskich trasą przez Wieleń i Drezdenko. 20 marca otrzymała rozkaz przemarszu pod Wrocław. Wyruszyła 29 marca ze stacji Stare Kurowo do Oleśniczki. Tam zajęła rejon ześrodkowania i przeprowadziła obsługę sprzętu bojowego. 5 kwietnia brygada wraz z całą 2 armią WP weszła w skład wojsk blokujących Wrocław na zewnętrznym pierścieniu okrążenia.
Tego dnia brygada liczyła 1.312 żołnierzy, w tym 250 oficerów, 559 podoficerów i 503 szeregowców. Na uzbrojeniu brygady znajdowało się 438 karabinów i 528 pistoletów maszynowych, 22 ręczne karabiny maszynowe, 4 ciężkie karabiny maszynowe, 9 przeciwlotniczych karabinów maszynowych, 4 armaty 76,2 mm, 18 rusznic przeciwpancernych, 83 samochody i 65 czołgów T-34-85.
W związku z przygotowaniami do operacji berlińskiej brygada została przesunięta w rejon lasów nad Nysą. Grupa oficerów sztabu brygady dokonała rozpoznania tras przyszłego działania i przypuszczalnych kierunków kontrataków nieprzyjaciela z rejonu Rothenburga. 15 kwietnia, na mocy rozkazu dowódcy wojsk pancernych 2 Armii WP, brygada wymaszerowała z pozycji wyjściowych i skoncentrowała się w rejonie leśniczówki Haustern, z zadaniem sforsowania Nysy na odcinku Tormersdorf, Ober Vorwerk i wyjścia na zachodni brzeg kanału Neugraben. Po sforsowaniu Nysy, rano 17 kwietnia brygada osiągnęła wschodni brzeg rzeki Weisser Schöps (Běły Šepc) a następnie sforsowała ją w rejonie Uhsmannsdorf i opanowała Nieder Spreehammer. 19 kwietnia zajęła kolejno Klitten, Nieder Prauske, wieczorem osiągnęła Sprewę. Sforsowała ją 21 kwietnia, zajmując Lieske i Neudorf. 22 kwietnia brygada znalazła się w okrążeniu i poniosła ogromne straty w ludziach i sprzęcie. Po wyjściu z okrążenia zajęła stanowiska obronne w rejonie Klitten. 1 maja skoncentrowała się w rejonie Grube Ostfeld (Mortka), a następnego dnia we Friedersdorf, gdzie do 4 maja odtwarzała zdolność bojową.
5 maja brygada otrzymała zadanie wzięcia udziału w operacji praskiej. Działając z 28 spas, wspólnie z 5 i 9 DP, 8 maja zajęła Schonberg, a następnego dnia osiągnęła Łabę w rejonie Bad Schandau. Swój szlak bojowy brygada zakończyła w czeskim Decinie.
10 maja 1945 r. brygada liczyła 405 (31% stanu z dnia 5 kwietnia 1945 r.) żołnierzy, w tym 80 (32%) oficerów, 184 (33%) podoficerów i 141 (28%) szeregowców. Na uzbrojeniu brygady znajdowały się 72 (16%) karabiny i 116 (22%) pistoletów maszynowych, 26 (31%) samochodów i 20 (31%) czołgów T-34-85. Nie wykazano ręcznych, ciężkich i przeciwlotniczych karabinów maszynowych oraz armat 76,2 mm i rusznic przeciwpancernych, co jednoznacznie wskazuje, że zostały bezpowrotnie utracone.
Na podstawie rozkazu Nr 180 ND WP z 19 sierpnia 1945 16 Dnowska Brygada Pancerna otrzymała drugą nazwę wyróżniającą „Łużycka”.
Na podstawie rozkazu Nr 00510/Org. ND WP z dnia 5 września 1945 r. brygada została podporządkowana dowódcy Pomorskiego Okręgu Wojskowego i dyslokowana do Szczecina.
Na podstawie rozkazu organizacyjnego Nr 0248/Org. ND WP z 14 września 1945 r. brygada została przeformowana na etat Nr 5/15 brygady pancernej (czasu pokojowego) o stanie 677 żołnierzy i 6 pracowników wojska. Siłę uderzeniową brygady stanowiły 4 kompanie czołgów zorganizowane w dwa bataliony. Oba bataliony czołgów wspierały kompanie: fizylierów, sztabowa i technicznego zaopatrzenia.

## Obsada personalna
- dowódca brygady (командир бригады):
  - płk Iwan Cybin (полк. Иван Григорьевич Цибин) 15 września 1941 - 14 października 1941
  - płk Iwan Barysznikow (полк. Иван Николаевич Барышников) 15 października 1941 - 23 kwietnia 1942
  - ppłk Włodzimierz Pietrowski (подполк. Владимир Герасимович Петровский) 24 kwietnia 1942 - 24 września 1942
  - płk/gen. bryg. Korniej Iwanow (полк. / генерал-майор Корней Иванович Иванов) 25 września 1942 - 1 października 1943
  - płk Kirył Urwanow (полк. Кирилл Осипович Урванов) 2 października 1943 - 1 września 1944
  - płk Michał Kudriawcew (полк. Михаил Aгeевйч Кудрявцев) do 27 kwietnia 1945 (poległ[3])
  - ppłk Michał Ławizin (подполк. Михаил Иванович Лавизин) od 27 kwietnia 1945 do końca wojny
- zastępca dowódcy brygady do spraw liniowych (заместитель командира бригады по строевой части)
  - płk Piotr Biełow (полк. Петр Дмитриевич Белов)
  - płk Iwan Barysznikow (полк. Иван Николаевич Барышников)
  - ppłk Michał Ławizin (подполк. Михаил Лавизин) do 28 kwietnia 1945
  - mjr Wsiewołod Gorczakow (Гoрчаков) od 28 kwietnia 1945 do końca wojny
- komisarz wojskowy (военком бригады):
  - płk Aleksander Kuzniecow (полк. комиссар Александр Логинович Кузнецов)
- zastępca dowódcy brygady do spraw politycznych (заместитель командира бригады по политической части):
  - mjr Szatochin (майор Шатохин) do końca wojny
- zastępca dowódcy brygady do spraw technicznych (заместитель командира бригады по технической части):
  - ppłk Wiktor Demjanow (подполк. Виктор Михаилович Дэмянов) Дэймянов
- szef sztabu brygady (начальник штаба бригады)
  - mjr Mikołaj Makarow (майор Николай Константинович Макаров) do końca wojny
- pomocnik szefa sztabu brygady (помощник начальника штаба бригады)
  - mjr Piotr Timczenko
- dowódca batalionu czołgów (командир батальонa)
  - mjr Wiktor Fiodorczenko

Oficerowie
- Eugeniusz Ankutowicz
- Witold Wereszczyński
- Wiktor Tiufiakow

## Kamuflaż i oznakowanie wozów

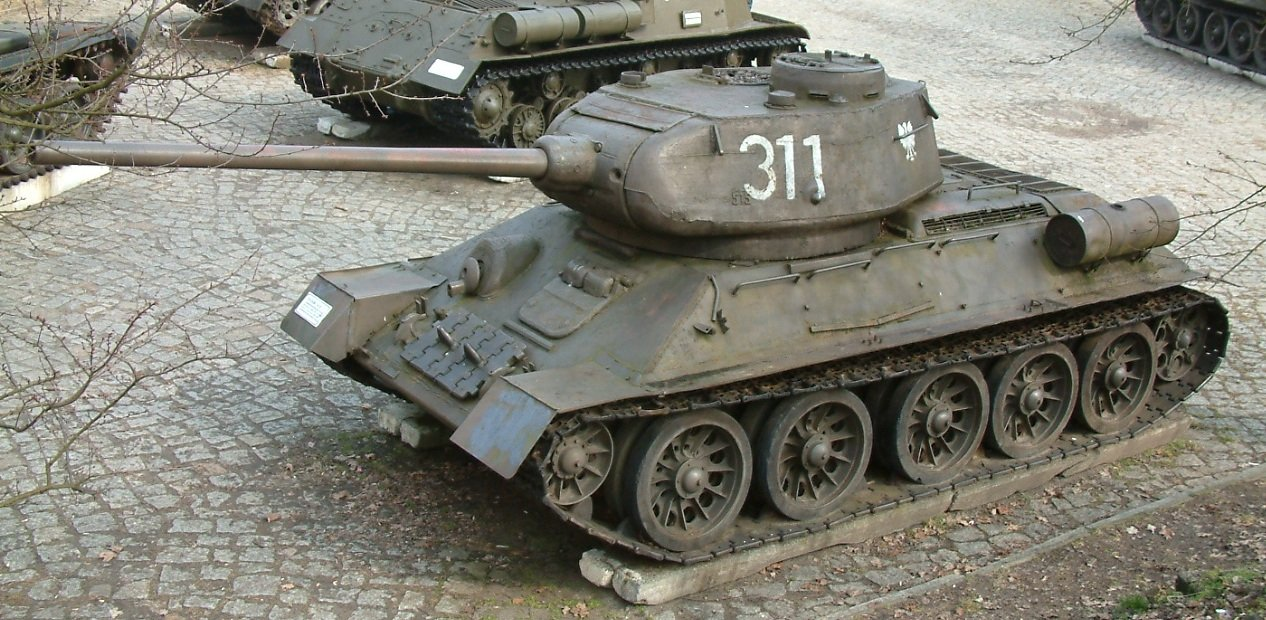
Czołg podstawowy brygady - T-34/85

Wozy bojowe malowano farbą olejną koloru ciemnozielonego. Poszczególne pojazdy mogły różnić się odcieniem, a nawet i kolorem.
Jeśli okoliczności tego wymagały, malowano pojazdy w nieregularne plamy różnej wielkości i kształtu. Obok podstawowego koloru wykorzystywano brąz, czerń lub piaskowy. Taki sposób malowania stosowano jednak sporadycznie. Zimą wozy bojowe malowano na biało, tzw. bielidłem. Biel nakładano bezpośrednio na ochronną farbę zieloną, przy czym pokrywano nią albo cały pojazd, albo też tylko część jego powierzchni, tworząc nieregularne plamy deformujące kształt. Zamiast farby mogło być używane wapno.
Na wieży malowano orła. Stylizowany, aczkolwiek znacznie uproszczony kształt orła wzorowany był na orle piastowskim. Wysokość orła wahała się od 20 do 40 cm. Znak orła był umieszczony w kole zakreślonym jedną linią białą, dwoma liniami lub też grubą, białą linią przerywaną. Kolejność i miejsce malowania znaku orła oraz numerów taktycznych były podawane w rozkazie dowódcy danej jednostki.
Oznakowanie taktyczne
Numery taktyczne brygady:
- 1 batalion — dowódca — 1000
  - 1 kompania — dowódca — 1100
    - 1 pluton — 1111, 1112, 1113
    - 2 pluton — 1121, 1122, 1123
    - 3 pluton — 1131, 1132, 1133

  - 2 kompania — dowódca — 1201
    - 1 pluton — 1211, 1212, 1213
    - 2 pluton — 1221, 1222, 1223
    - 3 pluton — 1231, 1232, 1233
- 2 batalion — dowódca — 2000
  - 1 kompania — dowódca — 2100
    - 1 pluton — 2111, 2112, 2113
    - 2 pluton — 2121, 2122, 2123
    - 3 pluton — 2131, 2132, 2133

  - 2 kompania — dowódca — 2200
    - 1 pluton — 2211, 2212, 2213
    - 2 pluton — 2221, 2222, 2223
    - 3 pluton — 2231, 2232, 2233
- 3 batalion — dowódca — 3000
  - 1 kompania — dowódca — 3100
    - 1 pluton — 3111, 3112, 3113
    - 2 pluton — 3121, 3122, 3123
    - 3 pluton — 3131, 3132, 3133

  - 2 kompania — dowódca — 3200
    - 1 pluton — 3211, 3212, 3213
    - 2 pluton — 3221, 3222, 3223
    - 3 pluton — 3231, 3232, 3233